# Donald Arthur Glaser
Donald Arthur Glaser (Cleveland, Ohio, 1926. szeptember 21. – Berkeley, Kalifornia, 2013. február 28.) amerikai fizikus és neurobiológus. 1960-ban ő kapta meg a fizikai Nobel-díjat „a buborékkamra kifejlesztéséért”.
Az amerikai Ohio-beli Clevelandben született. 1946-ban végezte el a Case Institute of Technology fizika és matematika szakát, fizika doktoriját ugyanitt szerezte 1950-ben. Elfogadta oktatói kinevezését a Michigani Egyetemen és 1957-ben professzorrá nevezték ki. 1959-től a University of California (Berkeley) fizikaprofesszora. 1964-ben megszerezte a molekuláris biológia professzora címet is. (1989-től) fizikát és a neurobiológiát tanított.